# Michael Madsen (fodboldspiller, født 1973)
 Der er flere personer med dette navn, se Michael Madsen.
Michael Madsen (født 17. maj 1973) er en dansk forhenværende fodboldspiller, hvis primære position var på midtbanen. Midtbanespilleren spillede i starten af forårssæsonen 1994 en række divisionskampe for Aalborg Changs klubbens bedste mandskab efter han sammen med holdet havde sikret sig oprykning fra Danmarksserien sæsonen forinden. Førsteholdet sikrede sig i foråret 1994 en samlet andenplads i 2. division vest 1994 (daværende fjerdebedste række). Nu (jan. 2024)er han lærer på Mariagerfjord Gymnasium.